# Списак топонима названих по Јеврејима
Списак топонима названих по Јеврејима садржи имена насељених мјеста (градова и села), ненасељених предјела, хидронима (ријека и језера), планина итд. широм свијета, који своје име темеље у имену народа Јевреји (Јудеји, Израелци). Такође, списак садржи и оне топониме који се могу повезати са етнонимом Јевреји. Списак је подијељен према одређеним макрорегионима или континетима, те државама, у зависности од концетрације броја топонима.

## Азија
- Ел Јахудија или Ел Абасија — село у околини града Јафа, Израел;
- Eвен-Jехуда — градић у Централном округу, Израел;
- Израел — држава на Блиском истоку;
  - Израел — више историјских држава на простору Блиског истока;
- Израил крик — поток у провинцији Денизли, Егејски регион, Турска;
- Јеврејска аутономна област — конститутивни субјект Руске Федерације[1] са статусом аутономне области, Русија;
- Јеврејски кварт (Јерусалим) — историјски дио старог града у Јерусалиму, Израел;
- Јехуд — град у централном дијелу Израела;
- Јудаганава — градић у округу Бутала, провинција Ува, Шри Ланка;
- Јудан (Маркази) — село у Махалатском округу, покрајини Маркази, Иран;
- Јудан (Исфахан), познат и као Јондан — село у општини Бон Руд, округ Исфахан, покрајина Исфахан, Иран;
- Јудеја — географска област на Блиском истоку, Израел;
  - Јудеја и Самарија — један од шест округа у Израелу;
- Јудејска пустиња — пустиња на Блиском истоку, Израел;
- Јудејске планине — планине на Блиском истоку, Израел;
- Хар Јахуда — предио око села Абдала Ибрахим, поред града Ефрат, Западна Обала, Палестина;
- Џуда (Гуџарат) — село у близини града Ахмедабад, Гуџарат, Индија;
- Џутаун — дио града Кочин, савезна држава Керала, Индија

## Европа
- Бење ле Жиф — насеље и општина у департману Златна обала, регион Бургундија, Француска;
- Вилжиф (франц. село Јевреја) — град у департману Долина Марне, регион Ил де Франс, Француска;
- Ебреон — насеље у општини Конфолан, округу Ерг, региону Нова Аквитанија, Француска;
- Жиф (Саона и Лоара) [2] — насеље у департману Саона и Лоара, регион Бургундија, Француска;
- Жифен — узвишење на планини Карвендел, планински вијенац Алпа, Тирол, Аустрија;
- Жиди (Пољска) — насеље у Бјалобжешком округу, Мазовско војводство, Пољска;
- Жидикај — насеље у округу Мажејкски, Литванија;
- Жидлоховице — град у округу Брно, Јужноморавски крај, Чешка;
- Жидњевес — насеље у округу Млада Болеслав, у Средњочешки крај, Чешка;
- Жидовар (мађарски: Јеврејска тврђава) — археолошко налазиште код Вршца, Србија;
- Жидовар, данас Кричова — општина у округу Тимиш, Банат, Румунија;
- Жидовин, данас Берзовија — општина у округу Караш-Северин, Банат, Румунија;
- Жидово (округ Гњезно) — насеље у округу Гњезно, Великопољско војводство, Пољска;
- Жидово (Косцијански округ) — насеље у Косцијанском округу, Великопољско војводство, Пољска;
- Жидово (Кујавија) — насеље у Влоцлавском округу, Кујавско војводство, Пољска;
- Жидово (Позњански округ) — насеље у Позњанском округу, Великопољско војводство, Пољска;
- Жидово (Вжјосњовски округ) —насеље у Вжјосњовском округу, Великопољско војводство, Пољска;
- Жидово (Лубушка) — насеље у Менџижецком округу, Лубушко војводство, Пољска;
- Жидово (Варминско-мазурско војводство) — насеље у Бартошицком округу, Варминско-мазурско војводство, Пољска;
- Жидово (Кошалински округ) — насеље у Кошалинском округу, Западнопоморско војводство, Пољска;
- Жидово (Мислибуршки округ) — насеље у Мислибуршком округу, Западнопоморско војводство, Пољска;
- Жидовце — дио града Шчећин, Западнопоморско војводство, Пољска;
  - Жидовце-Клуж — општина у близини Шчећина, обухвата насеља Жидовце и Клуж;
- Жидовице (Јичин) — насељено мјесто у округу Јичин, Краловехрадечки крај, Чешка;
- Жидовице (Литомјержице) — насељено мјесто у округу Литомјержице, Устечки крај, Чешка;
- Жидув (Великопољска) или Жидов — село у округу Калиш, Малопољско војводство, Пољска;
- Жидув (Малопољска) или Жидов — село у округу Краков, Малопољско војводство, Пољска;
- Идесли — село у округу Девон, Енглеска, УК;
- Израел (острво) — острвце у архипелагу Оура, општина Мерикарвија, провинција Сатакунта, Финска;
- Јевраиомнимата (дословно: гробови Јевреја) — област близу града Патра, Ахаја, Грчка;
- Јеврејска Слобода, или Јеврејскаја Свобода, данас Краснаја Свобода — село у Кубанском региону, Азербејџан;
- Јоденбурт — дио града Амстердама, Холандија;
- Јуденау-Баумгартен — насеље и општина у покрајини Доња Аустрија, Аустрија;
- Јуденбах — општина у савезној држави Тирингија, Њемачка;
- Јуденберг — општина у округу Витенберг, држави Саксонија-Анхалт, Њемачка;
- Јуденбург — град у покрајини Штајерска, Аустрија;
  - Јуденбург (округ) — округ у покрајини Штајерска, Аустрија;
- Јудингсау — долина у близина брда Розалије, Градиште, Аустрија;
- Јутуањоки — ријека у Финској;
- Кастриљо Мота де Худиос — насеље и општина у провинцији Бургос, Кастиља и Леон, Шпанија;
- Ла Морто ок Жифс (дословно: Смрт Јеврејима) — било је село у округу Куртмо, департман Лоаре, Француска;
- Ла Јудерија — бивша јеврејска четвр у граду Родос, на истоименом острву, Грчка;
- Олд Џури — финансијски дио историјског дијала Сити (Лондон), у Лондону, УК;
- Чуфут кале — историјска је тврђава на Криму, недалеко од Бахчисараја;
- Џури Вол — римска грађевина и дио града Лестера, Енглеска, УК

## Африка
- Вида (Бенин) — град на обали Гвинејског залива, држава Бенин;
- Ђидиуа — насеље и општина у покрајини Релизан (Гализан), западни дио Алжира;
- Ђидиуа (ријека) — ријека у Алжиру, притока ријеке Челиф

## Америка
- Идесли (Алберта) — село у близини Брукса, Алберта, Канада;
- Израел (Западна Вирџинија) — насеље без административног статуса у округу Престон, савезна држава Западна Вирџинија, САД;
- Јеврејска долина — долина у округу Лејк, у савезној држави Орегон, САД;
- Јеврејска планина — планина у савезној држави Монтана, САД;
- Јеврејска тачка — рт у округу Монро у савезној држави Флорида, САД;
- Јеврејски врх — планински врх у савезној држави Монтана, САД;
- Џуда (Индијана) — насеље без административног статуса поред градића Маршалтауншип, округ Лауренс, Индијана, САД;
- Џуда (Висконсин) — насеље без административног статуса у савезној држави Висконсин, САД;
- Џудио — насеље без административног статуса, округ Камберланд, Кентаки, САД;
- Џутаун (Пенсилванија) — дио града Пајн Тауншип, округ Индијана, Пенсилванија, САД;
- Џутаун (Џорџија) — насеље у округу Глин, Џорџија, САД;
- Џутаун, данас Кенсингтон Маркет — дио града Торонто, Онтарио, Канада;
- Џутаун, данас Ломбард Стрит (Балтимор) — историјски дио града Балтимора насељен Јеврејима, Мериленд, САД;
- Џутаун, данас Максвел Стрит — дио града Чикага, Илиноис, САД;
- Џуфиш — територија у округу Монро, Флорида, САД;
- Џуфиш Кеј — острво у Лукајанском архипелагу, Бахами;
- Џуфиш Појинт — рт у округу Лос Анђелес, Калифорнија, САД

## Океанија
- Израилити беј — обала близу града Eсперанс, регион Есперанс, Западна Аустралија